# Pasado (canción de Nicky Jam)
«Pasado» fue el tercer sencillo del álbum Vida Escante del cantante puertorriqueño Nicky Jam. En el tema colaboró el dúo RKM & Ken-Y, quienes son considerados como el dúo romántico del reguetón.

## Videoclip
En el video se ve a Ken Y junto a una muchacha (su pareja) en un auto. Durante el video Ken le pide a la chica que con sus besos le ayude a olvidar a su ex, algo que a ella le incomoda y finalmente termina por bajarse del coche e irse caminando. Este además fue el primer video de Rakim y Ken Y y es una de sus primeras incursiones en la música.